# バスケットボール女子アメリカ合衆国代表
バスケットボール女子アメリカ合衆国代表（United States women's national basketball team）は、USAバスケットボールにより国際大会に派遣されるアメリカ女子バスケットボールのナショナルチーム。

## 歴史
WNBA選手及び学生により構成される。
オリンピック及びワールドカップで多数のタイトルを手にしており、特にオリンピックはボイコットにより不参加だった1980年モスクワオリンピックを除き、表彰台を逃したことは無い。1996年アトランタオリンピック以降、団体競技最多のオリンピック7連覇を達成している。1992年バルセロナオリンピック3位決定戦で勝利して以降、オリンピック55連勝を達成している（東京2020大会終了時点）。
スー・バードとダイアナ・トーラジの2人は、バスケットボールで5つのオリンピック金メダル（2004アテネ大会から2020東京大会まで）を獲得した初の選手である。

## 主な大会の成績

### オリンピック
| 大会 | 成績   | 勝 | 敗 | 備考  |
| ---- | ------ | -- | -- | ----- |
| 1976 | 準優勝 | 3  | 2  |       |
| 1980 | 不参加 |    |    |       |
| 1984 | 優勝   | 6  | 0  |       |
| 1988 | 優勝   | 5  | 0  | 2連覇 |
| 1992 | 3位    | 4  | 1  |       |
| 1996 | 優勝   | 8  | 0  |       |
| 2000 | 優勝   | 8  | 0  | 2連覇 |
| 2004 | 優勝   | 8  | 0  | 3連覇 |
| 2008 | 優勝   | 8  | 0  | 4連覇 |
| 2012 | 優勝   | 8  | 0  | 5連覇 |
| 2016 | 優勝   | 8  | 0  | 6連覇 |
| 2020 | 優勝   | 6  | 0  | 7連覇 |

### ワールドカップ
- 1953 - 優勝
- 1957 - 優勝
- 1959 - 不出場
- 1964 - 4位
- 1967 - 11位
- 1971 - 8位
- 1975 - 8位
- 1979 - 優勝
- 1983 - 準優勝
- 1986 - 優勝
- 1990 - 優勝
- 1994 - 3位
- 1998 - 優勝
- 2002 - 優勝
- 2006 - 3位
- 2010 - 優勝
- 2014 - 優勝
- 2018 - 優勝
- 2022 - 優勝

## 現在の選手

### コーチ陣
- ヘッドコーチ - ジノ・アウリーマ

### 選手
| No. | 選手                     | P   | 生年月日   | チーム                           |
| --- | ------------------------ | --- | ---------- | -------------------------------- |
| 4   | リンジー・ウェイレン     | G   | 1982/05/09 | ミネソタ・リンクス               |
| 5   | アスジャ・ジョーンズ     | F   | 1980/08/01 | コネティカット・サン             |
| 6   | スー・バード             | G   | 1980/10/16 | シアトル・ストーム               |
| 7   | キャンディス・デュプリー | F   | 1984/08/16 | フェニックス・マーキュリー       |
| 8   | エンジェル・マコートリー | F   | 1986/09/10 | アトランタ・ドリーム             |
| 9   | ジェーン・アペル         | C   | 1988/05/14 | サンアントニオ・シルバースターズ |
| 10  | タミカ・キャッチングズ   | F   | 1979/07/21 | インディアナ・フィーバー         |
| 11  | スウィン・キャッシュ     | F   | 1979/09/22 | シアトル・ストーム               |
| 12  | ダイアナ・トーラジ       | G/F | 1982/06/11 | フェニックス・マーキュリー       |
| 13  | シルビア・ファウルス     | C   | 1985/10/06 | シカゴ・スカイ                   |
| 14  | マヤ・ムーア             | F   | 1989/06/11 | コネティカット大学               |
| 15  | ティナ・チャールズ       | C   | 1988/12/05 | コネティカット・サン             |

## 主な歴代選手
- アン・ドノバン
- ドーン・ステーリー
- サイモン・オーガスタス
- カーラ・ローソン
- リサ・レスリー
- デリシャ・ミルトン＝ジョーンズ
- キャンデース・パーカー
- キャッピー・ポンデクスター
- ケイティ・スミス
- ティナ・トンプソン